# Calodipoena incredula
Calodipoena incredula är en spindelart som beskrevs av Willis J. Gertsch och Davis 1936. Calodipoena incredula ingår i släktet Calodipoena och familjen Mysmenidae. Inga underarter finns listade.